# Lijst van voetbalinterlands Bulgarije - Noorwegen (vrouwen)
Deze lijst van voetbalinterlands is een overzicht van alle officiële voetbalinterlands tussen de nationale vrouwenteams van Bulgarije en Noorwegen. De landen hebben tot nu toe twee keer tegen elkaar gespeeld.

## Wedstrijden
| № | Plaats    | Datum         | Competitie           | Wedstrijd             | Uitslag |
| - | --------- | ------------- | -------------------- | --------------------- | ------- |
| 1 | Lovetsj   | 31 maart 2012 | EK 2013 kwalificatie | Bulgarije − Noorwegen | 0 − 3   |
| 2 | Sarpsborg | 16 juni 2012  | EK 2013 kwalificatie | Noorwegen − Bulgarije | 11 − 0  |

## Samenvatting
| Competitie      | Totaal gespeeld | Winst Bulgarije | Gelijk | Winst Noorwegen | Doelsaldo Bulgarije – Noorwegen |
| --------------- | --------------- | --------------- | ------ | --------------- | ------------------------------- |
| EK-kwalificatie | 2               | 0               | 0      | 2               | 0 − 14                          |
| Totaal          | 2               | 0               | 0      | 2               | 0 − 14                          |